# خطط نفذ تحقق صحح

سلسلة الـPDCA

PDCA -بي دي سي أي- هي اختصار للكلمات الإنكليزية (plan–do–check–act) والتي تعني خطط – نفذ- تحقق- صحح وتمثل إحدى أهم آليات إدارة الأعمال وتطوير الجودة. يطلق على هذا المفهوم أيضا رباعية ديمنج أو رباعية شويهارت. الحروف المستعملة ترمز للتالي:
- حرف بي P لعبارة خطط التحسين plan the improvement.
- حرف دي D لعبارة نفذ وابدأ التغيير Do and start the change
- حرف سي C لعبارة تحقق من نتائج التحسين Check the results of improvement.
- حرف أي A لعبارة صحح وتعني إما المحافظة على النجاح أو ابدأ من جديد Act to hold the gain or start again.

وفي صيغة أخرى تسمى OPDCA، وترمز O لكلمة Observe وتعني مراقبة، كما في القول «مراقبة الحالة».